# Julia Lipnitskaia
Yulia Viacheslavovna Lipnitskaya (em russo:  Ю́лия Вячесла́вовна Липни́цкая tranl. Yúliya Vyacheslávovna Lipnítskaya; Ecaterimburgo, Rússia, 5 de junho de 1998) é uma ex-patinadora artística russa. É campeã da Europa de 2014, campeã olímpica em Sóchi 2014 no evento por equipes.
Em 28 de agosto de 2017, a mãe de Julia, Daniela, contou a uma rede de notícias Russa que sua filha decidiu se aposentar em fevereiro e informou a Federação Russa de Patinação Artística de sua decisão. Valentin Piseyev, presidente honorário da Federação Russa de Patinação Artística, confirmou que Lipnitskaya os informou sobre sua decisão em abril e que o anúncio de agosto não foi uma surpresa. O motivo de sua aposentadoria tão precoce foi sua batalha contra anorexia crônica, na qual já sofria a mais de três anos.

## Programas
| Temporada | Programa curto                                                                                             | Programa livre | Exibição de gala |
| --------- | --- | --- | --- |

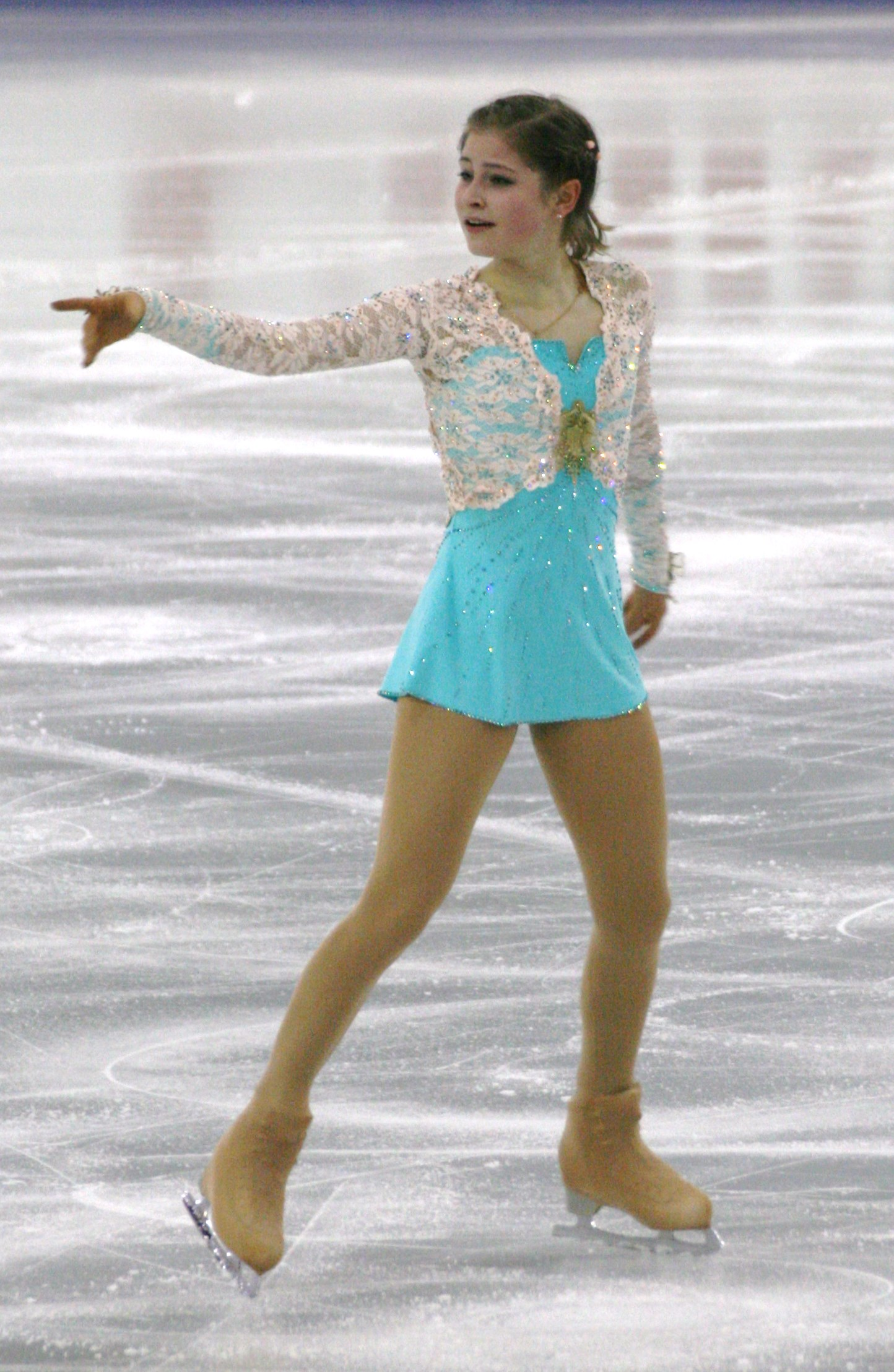
Lipnitskaya na final do GP 2014-15

| 2015–16   | - Can't Help Falling in Love - (You're the) Devil in Disguise de Elvis Presley coreografia de Marina Zueva | - Leningrad de William Joseph coreografia de Marina Zueva | - Dance for you de Beyoncé - Megapolis de Bel Suono                                                                                      |
| 2014–15   | - Megapolis (em russo: Мегаполис) de Bel Suono coreografado por Ilya Averbuch                              | - A Time for Us (de Romeu e Julieta) de Nino Rota - Mother's Journey (de Adeus, Lênin) de Yann Tiersen - Forbidden Love (de Romeu e Julieta ) de Abel Korzeniowski coreografado por Ilya Averbuch | - It's Wonderful de Paolo Conte |
| 2013–14   | - You Don't Give Up On Love (em russo: Не отрекаются любя) de Mark Minkov coreografado por Ilya Averbuch   | - A Lista de Schindler de John Williams coreografado por Ilya Averbuch | - Kill Bill Vol. 1 de RZA do Wu-Tang Clan - Sabre Dance de Aram Khachaturian versão de violino de Vanessa-Mae - Je t'aime de Lara Fabian |
| 2012–13   | - Sabre Dance de Aram Khachaturian versão de violino de Vanessa-Mae coreografado por Nikolai Morozov       | - Pas de Deux (de O Quebra-Nozes) coreografado por Nikolai Morozov | - Je t'aime de Lara Fabian |
| 2011–12   | - Dark Eyes (Russian Folk Music) coreografado por Nikolai Morozov                                          | - Un Giorno Per Noi (de Romeu e Julieta (filme de 1968)) deNino Rota coreografado por Nikolai Morozov                                                                                             | - Je t'aime de Lara Fabian |
| 2010–11   | - Nocturne de O Jardim Secreto coreografado por Nikolai Morozov                                            | - Carmen de Georges Bizet coreografado por Nikolai Morozov | - Improviso sobre Кино Кукушка |
| 2009–10   | - Kung Fu Panda de Hans Zimmer, John Powell coreografado por Nikolai Morozov                               | - Don Quixote de Ludwig Minkus ccoreografado por Nikolai Morozov | |

## Principais resultados
| Resultados | Resultados    | Resultados    | Resultados       | Resultados        | Resultados       | Resultados       | Resultados       | Resultados       |
| Internacional | Internacional | Internacional | Internacional    | Internacional     | Internacional    | Internacional    | Internacional    | Internacional    |
| Evento/Temporada | 2009– 2010    | 2010– 2011    | 2011– 2012       | 2012– 2013        | 2013– 2014       | 2014– 2015       | 2015– 2016       | 2016– 2017       |
| --- | ------------- | ------------- | ---------------- | ----------------- | ---------------- | ---------------- | ---------------- | ---------------- |
| Jogos Olímpicos |               |               |                  |                   | 5.ª              |                  |                  |                  |
| Campeonato Mundial |               |               |                  |                   | Medalha de prata |                  |                  |                  |
| Campeonato Europeu |               |               |                  |                   | Medalha de ouro  |                  |                  |                  |
| GP Grand Prix Final |               |               |                  | WD                | Medalha de prata | 5.ª              |                  |                  |
| GP Cup of China |               |               |                  | Medalha de prata  |                  | Medalha de prata |                  |                  |
| GP Rostelecom Cup |               |               |                  |                   | Medalha de ouro  |                  |                  | 12.ª             |
| GP Skate America |               |               |                  |                   |                  |                  | 6.ª              | WD               |
| GP Skate Canada International |               |               |                  |                   | Medalha de ouro  |                  |                  |                  |
| GP Trophée Éric Bompard |               |               |                  | Medalha de bronze |                  | Medalha de prata | Medalha de prata |                  |
| CS Finlandia Trophy |               |               |                  |                   |                  |                  | Medalha de prata |                  |
| CS Ondrej Nepela Memorial |               |               |                  |                   |                  |                  |                  | Medalha de prata |
| Cup of Tyrol |               |               |                  |                   |                  |                  | Medalha de ouro  |                  |
| Finlandia Trophy |               |               |                  | Medalha de ouro   | Medalha de ouro  |                  |                  |                  |
| Internacional – Júnior |               |               |                  |                   |                  |                  |                  |                  |
| Campeonato Mundial Júnior |               |               | Medalha de ouro  | Medalha de prata  |                  |                  |                  |                  |
| JGP JGP Final |               |               | Medalha de ouro  |                   |                  |                  |                  |                  |
| JGP JGP Itália |               |               | Medalha de ouro  |                   |                  |                  |                  |                  |
| JGP JGP Polônia |               |               | Medalha de ouro  |                   |                  |                  |                  |                  |
| Nacional |               |               |                  |                   |                  |                  |                  |                  |
| Campeonato Russo |               | 4.ª           | Medalha de prata | WD                | Medalha de prata | 9.ª              | 7.ª              | WD               |
| Campeonato Russo – Júnior | 5.ª           | WD            | Medalha de ouro  | 5.ª               |                  |                  |                  |                  |
| Equipes |               |               |                  |                   |                  |                  |                  |                  |
| Jogos Olímpicos |               |               |                  |                   | 1T/1P            |                  |                  |                  |
| |               |               |                  |                   |                  |                  |                  |                  |
| Legenda: GP = Grand Prix; CS = Challenger Series; JGP = Grand Prix Júnior; WD = Abandonou; C = Cancelado; T = Posição da equipe; P = Posição individual; Competição não foi disputada nesta; Competição não fez parte do GP/CS; Competição fez parte do GP/CS |               |               |                  |                   |                  |                  |                  |                  |